# Mombaroccio
Mombaroccio – miejscowość i gmina we Włoszech, w regionie Marche, w prowincji Pesaro i Urbino.

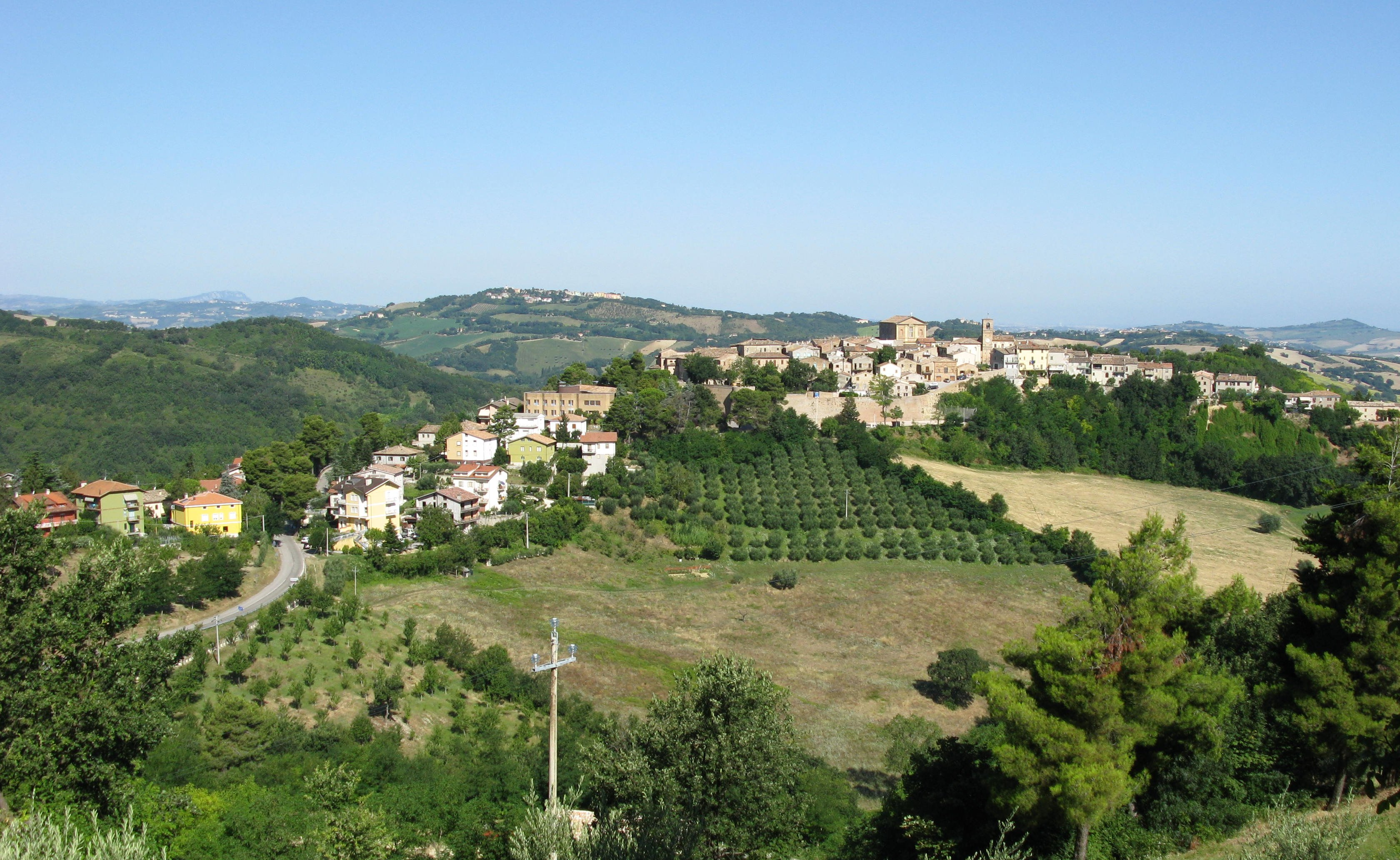
Mombaroccio

Według danych na rok 2004 gminę zamieszkiwały 1762 osoby, 62,9 os./km².